# 페니키아어
페니키아어( , dabarīm Kanaʿanīm)는 아프리카아시아어족 셈어파 가나안어에 속하는 페니키아인(Phenician)들이 쓰던 언어이다. 히브리어, 모압어, 암몬어와 가까워서 같은 언어의 방언으로 간주할 수 있는 정도로 차이가 없다.
히브리어와 마찬가지로 페니키아어는 모음을 문자(페니키아 문자)로 나타내지 않으므로 발음이 시대를 경과한 변화가 있었는지에 대해선 잘 알려져 있지 않다. 말기에는 모음 문자가 도입되었지만 오래 계속되지 않고 라틴어와 그리스어에 밀려났다.

## 같이 보기
- 포에니어
- 페니키아 문자